# Vendôme (cinema)
De Vendôme is een bioscoop in het Brussels Hoofdstedelijk Gewest opgericht in 1952.
De zaal is gelegen aan de Waversesteenweg in Elsene.
De Vendôme maakt deel uit van Europa Cinemas, een pan-Europees netwerk van bioscopen en filmtheaters die een groot deel van hun programmatie wijden aan Europese films.